# 今市町
今市町（いまいちちょう）は島根県の中部、神門郡・簸川郡に属していた町である。現在の出雲市の主要部にあたる。

## 歴史
- 1889年（明治22年）4月1日 - 町村制の施行により、神門郡今市町・今市村の区域をもって今市町が発足。
- 1896年（明治29年）4月1日 - 所属郡が簸川郡に変更。
- 1941年（昭和19年）2月11日 - 塩冶村・大津村・四纏村・高浜村・川跡村・高松村・古志村・鳶巣村と合併して出雲町が発足。同日今市町廃止。

## 交通

### 鉄道路線
- 日本国有鉄道（現西日本旅客鉄道）
  - 山陰本線
    - 出雲今市駅（現出雲市駅）

  - 大社線（1990年廃止）
    - 出雲今市駅（現出雲市駅）
- 一畑電気鉄道（現一畑電車）
  - 北松江線
    - 出雲今市駅（現電鉄出雲市駅） - 大和紡前駅（現出雲科学館パークタウン前駅）
- 出雲鉄道（後の一畑電気鉄道立久恵線、1965年廃止）
  - 出雲鉄道線
    - 出雲今市駅（後の出雲市駅）

### 道路
- 山陰道（現国道9号）